# 김지혜 (1992년)
김지혜(1992년 9월 26일 ~ )는 대한민국의 배우이다.

## 연기 활동

### 드라마
- 2004년 KBS2 특별기획드라마 《해신》 ... 의영 역
- 2006년 EBS 어린이드라마 《점프 2》 ... 나애리 역
- 2010년 MBC 특집드라마 《런닝, 구》 ... 유경 역
- 2010년 KBS2 드라마스페셜 《돌멩이》 ... 윤아 역
- 2013년 TVN 드라마스페셜 《후아유》 ... 이소란 역
- 2013년 MBC 일일연속사극 《구암 허준》 ... 삼월 역
- 2013년 SBS 특별기획 드라마 《결혼의 여신》 ... 카페직원 역

### 영화
- 2011년 《굿바이 마이 스마일》 ... 지혜 역
- 2011년 《량강도 아이들》 ... 유경 역
- 2013년 《연애의 기술》 ... 공항여자 역
- 2013년 《관상》 ... 어린아내 역 (더빙)

### 방송
- 2004년 MBC 《신비한TV 서프라이즈》 ... 각종 아역 단역
- 2004년 MBC 《꼭 한번 만나고 싶다》 ... 각종 아역 단역